# Cornwall Terrace

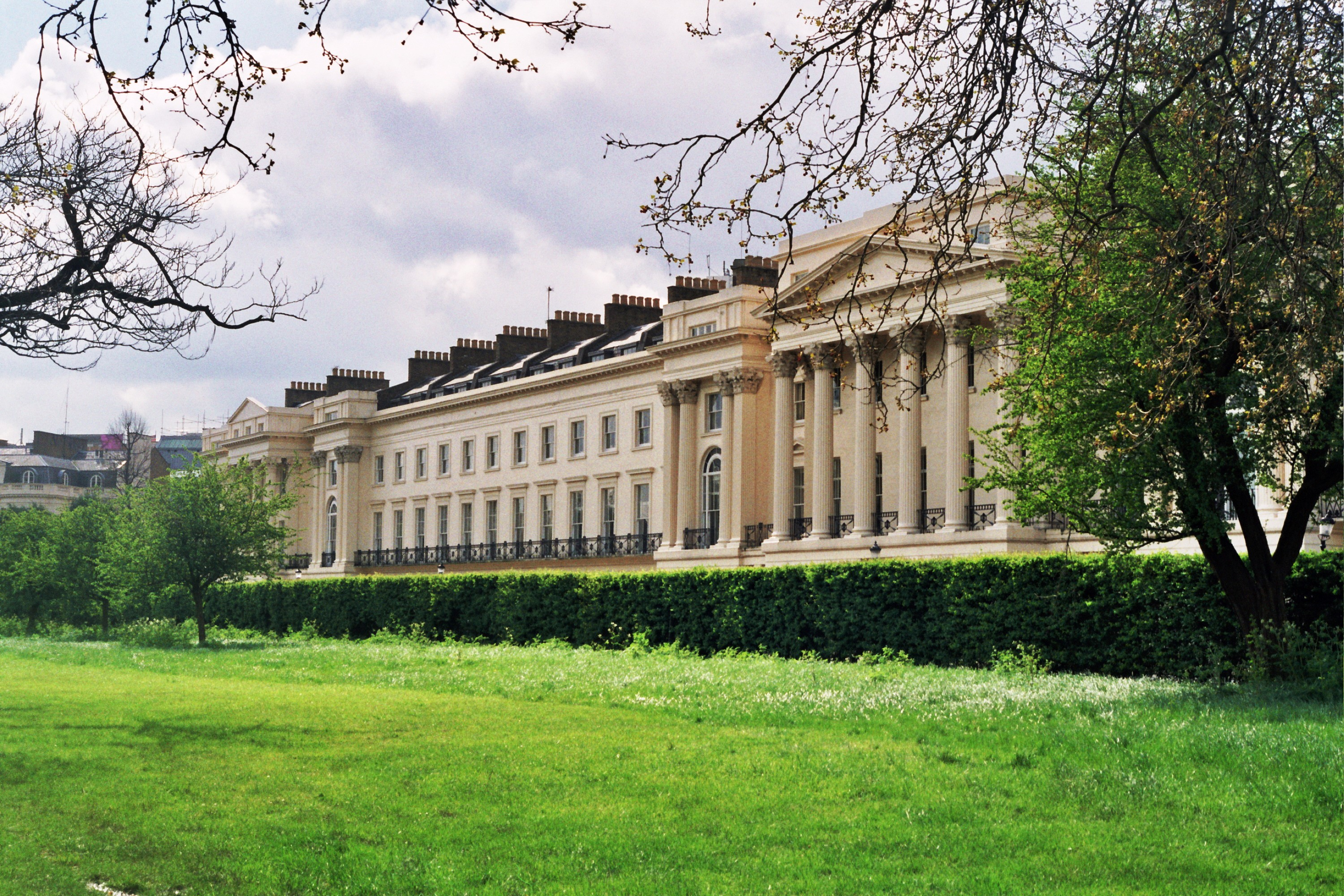
Cornwall Terrace

Cornwall Terrace (noto anche come 1-21 Cornwall Terrace) è un complesso di edifici classificati di Grado I di ville a schiera affiancate che si affacciano su Regent's Park nella City of Westminster a Londra. Si trova all'angolo sud-ovest del parco, vicino a Baker Street, tra York Terrace e Clarence Terrace, all'interno dello sviluppo del parco della Crown Estate. Cornwall Terrace faceva parte dello schema del principe reggente, in seguito re Giorgio IV, per sviluppare grandi abitazioni a Regent's Park..

## Storia
Cornwall Terrace fu uno dei primi edifici costruiti a Regency Park, e la prima serie di case a schiera completata del parco. Fu costruita, tra il 1821 e il 1823, dal promotore immobiliare James Burton, su progetto greco-romano di Decimus Burton e Sir John Nash. Dopo la seconda guerra mondiale il complesso è stato ristrutturato ed è stato classificato come edificio di I grado il 9 gennaio 1970.

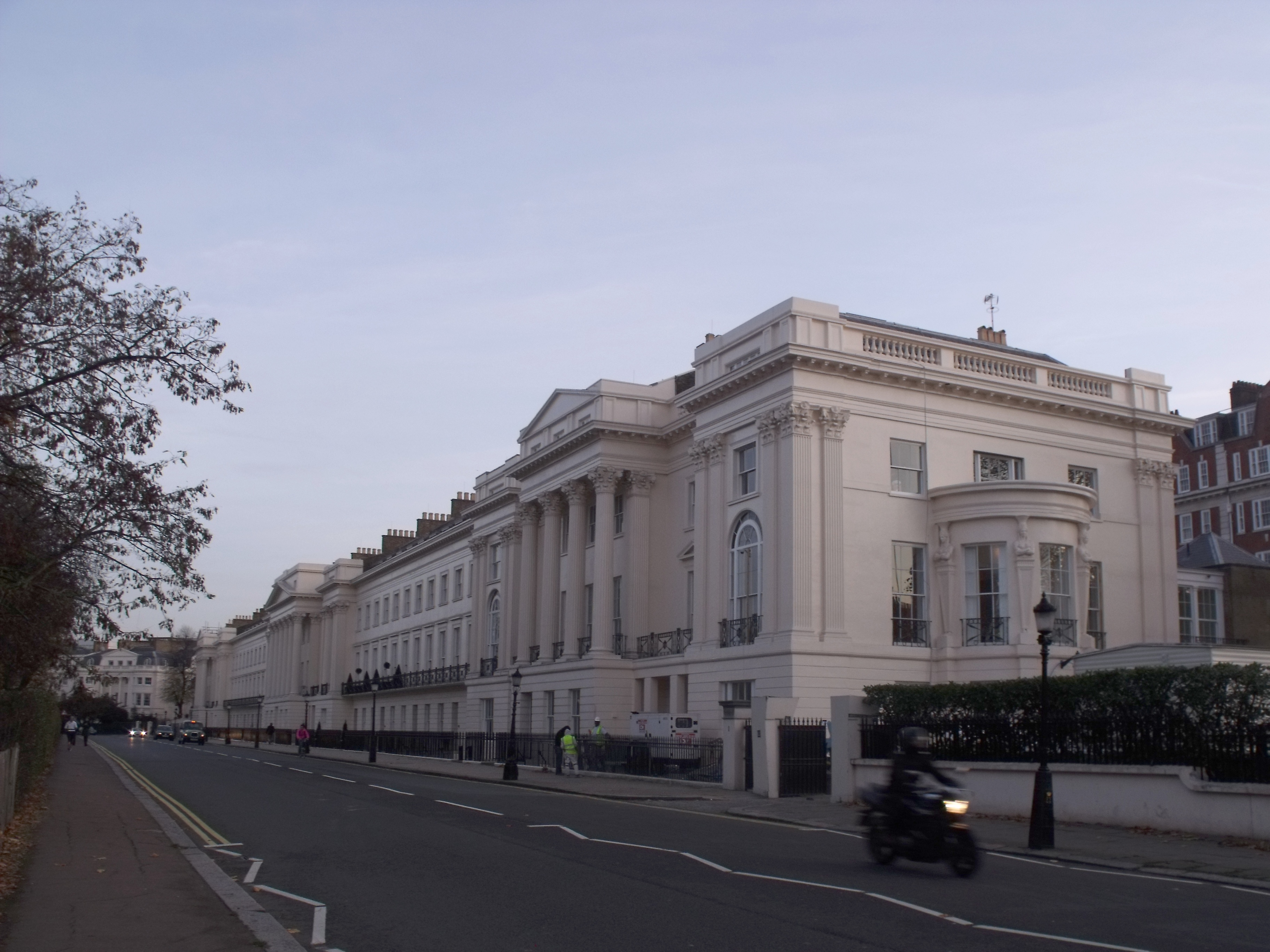
Visione d'insieme di Cornwall Terrace

Nel gennaio 1975, alcuni gruppi hippie si trasferirono e occuparono l'intero complesso. La Divine Light Mission ha aperto un negozio di alimenti naturali. Più tardi, nel 1975, dopo che gli occupanti furono sfrattati, divenne la sede della British Land, una grande società di sviluppo immobiliare.
Negli anni 2000, gran parte del complesso è stato ristrutturato da Oakmayne Developers, che ha trasformato 18 delle case in 8 residenze di lusso. La ristrutturazione delle otto unità immobiliari è stata supervisionata da English Heritage e dalla Crown Estate. Ad ogni casa è stato dato il nome di un personaggio illustre legato al sito.

## Architettura

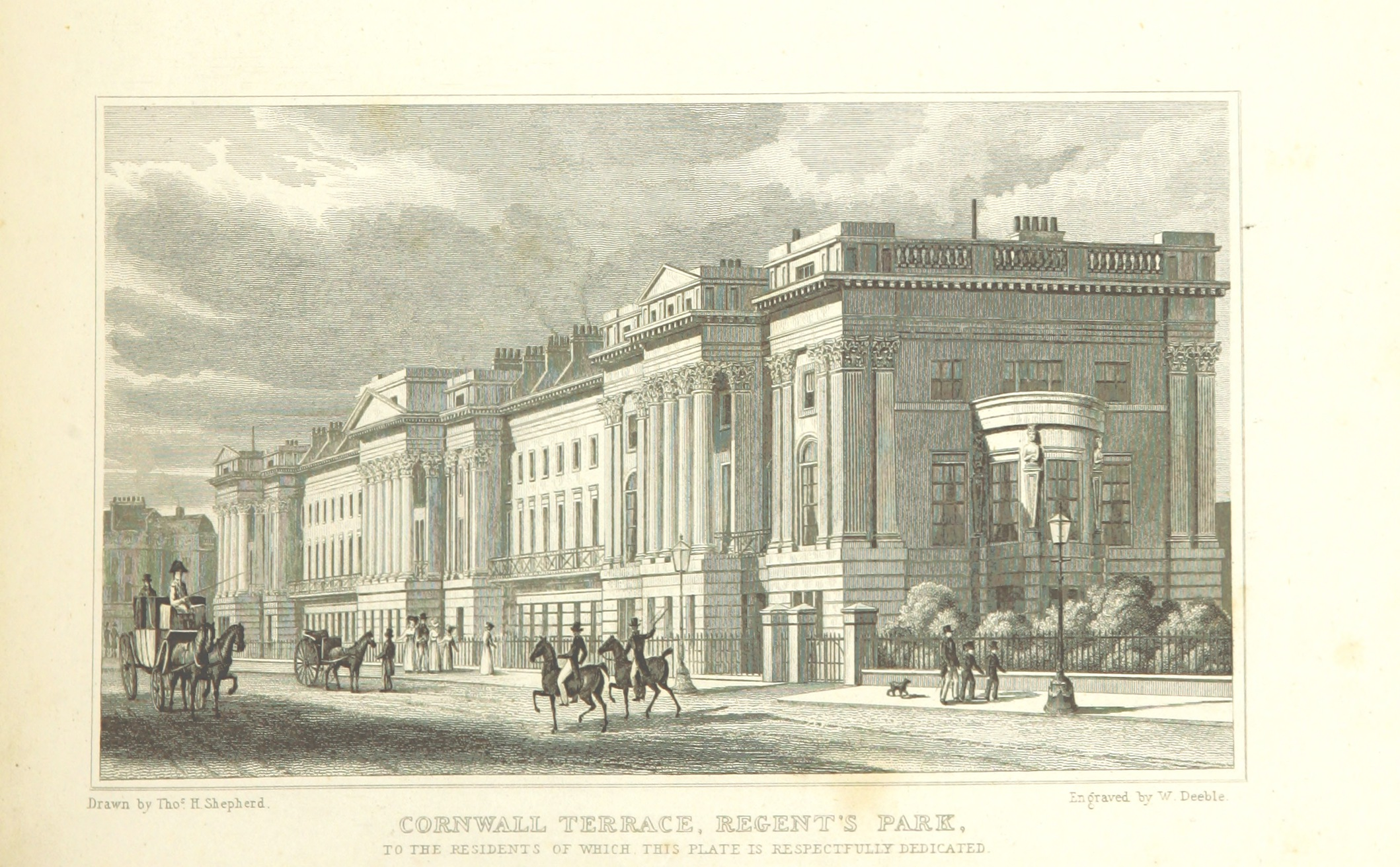
Cornwall Terrace nel 1828

Le caratteristiche architettoniche conferiscono all'edificio un aspetto regale. Il piano terra è in bugnato, mentre i piani principali sono in ordine corinzio. Il blocco originariamente era costituito da 19 case, con le n. 20 e 21 costruite in seguito a partire dal padiglione sud. Il progetto originario prevedeva tre piani principali, un piano attico, padiglioni, mansarde e seminterrati, oltre a portici poco profondi, portali quadrangolari, architravi poco profonde, cornici del primo piano, parapetti balaustrati, quinte con finestre alla veneziana, balconi e ringhiere in ghisa. C'erano aste scanalate, capitelli ben proporzionati e una trabeazione, al n. 1, adornata con un arco a cariatide.